# Most Rio-Antirrio
 Most Rio-Antirrio (grško: Γέφυρα Ρίου-Αντιρρίου), uradno most Charilaos Trikoupis po državniku, je eden najdaljših mostov s poševnimi zategami in več razponi na svetu in začasno najdaljši takega tipa. Prečka Korintski zaliv v bližini Patrasa in povezuje s cesto mesto Rio na polotoku Peloponez in Antirrio na celinskem delu Grčije

## Ime
Uradno ime mostu je Harilaos Trikoupis. Harilaos Trikoupis je bil grški premier v 19. stoletju (1875-1895.). Predlagal je zamisel o gradnji mostu med Riom in Antirriom. Projekt je bil za tiste čase predrag, saj je Grčija poskušala začeti z industrijsko revolucijo precej pozno.

## Lokacija
2880 m dolg most dramatično izboljšuje dostop do in iz Peloponeza, ki ga je bilo pred tem mogoče doseči samo s trajektom ali preko ožine na vzhodu Korinta. Njegova širina je 27,2 m  - ima dva prometna pasova za motorni promet v vsaki smeri, odstavna pasova in hodnik za pešce. Ima pet razpetin in štiri pilone skupaj dolžine 2252 m in je drugi najdaljši most s poševnimi zategami na svetu; le viadukt Millau v južni Franciji je s 2460 m daljši. Še več, kot drugi je tudi podprt z ležaji na pilonih za poševne zatege, in zato morda most Rio-Antirrio velja za najdaljši tak most z "visečo" ploščo.
Ta most pogosto obravnavajo mojstrsko gradnjo,  zaradi več rešitev, ki so se uporabljale za izvedbo težavnih mest. Te težave so: globoka voda, negotova temeljna tla, potresna aktivnost, verjetnost cunamijev ter širitev Korintskega zaliva zaradi premikanja oziroma tektonike plošč.

## Konstrukcija
Most je bil načrtovan sredi 1990-ih in je bil zgrajen s francosko-grškim konzorcijem, ki ga je vodila francoska skupina VINCI in je vključeval grška podjetja Hellenic Technodomiki-TEV, J & P-Avax, Athena, Proodeftiki in Pantechniki. Konzorcij upravlja z mostom kot koncesionar pod Γ.Ε.Φ.Υ.Ρ.Α. ali ΓαλλοΕλληνικός Φορέας Υπερθαλάσσιας ζεύξης Ρίου- Αντιρίου (G.E.F.Y.R.A., Grki za "most", francosko- grški Carrier za čezmorsko povezavo Rio-Antirrio) hčerinskim podjetjem. Vodilni arhitekt je bil Berdj Mikaelian. Pripravljalna dela na gradbiščih in čiščenje dna so se začela julija 1998, izgradnja masivnih podpornih stebrov v letu 2000. Z dokončanjem teh v letu 2003, so se začela dela na voziščni konstrukciji iz jekla, ki jo je izvajal Cleveland Bridge U.K. in kablov s Freyssinet. Glavna gradbena dela so bila končana 21. maja 2004. Ostala je še oprema (pločniki, ograje, itd) in ostala vodoodporna dela.
Most je bil končno odprt 7. avgusta 2004, teden dni pred začetkom poletnih olimpijskih iger 2004 v Atenah. Olimpijska bakla bila prvo uradno prečkanje mostu. Eden od nosilcev je bil Otto Rehhagel, nemški nogometni trener, ki je osvojil prvenstvo Euro 2004 za Grčijo. Drug je bil Costas Laliotis, nekdanji minister za javna dela, v čigar času se je projekt začel.
Skupni stroški mostu so znašali približno 630.000.000 €,  delno grška državna sredstva, delno konzorcij in posojila financirana s strani Evropske investicijske banke (EIB). Dokončan je bil pred predvidenim rokom (predviden med septembrom in novembrom 2004) in v okviru proračuna.

## Inženirski dosežek
Zaradi značilnih pogojev v ožini, je bilo treba upoštevati več posebnih tehničnih problemov. Globina vode znaša 65 m, morsko dno sestavlja večinoma mehka usedlina, pomembna je potresna aktivnost in možnost tektonskih premikov, saj se Korintski zaliv širi s hitrostjo približno 30 mm letno. Zaradi teh razlogov so bile uporabljene posebne gradbene tehnike. Piloni niso vkopani v morsko dno, temveč počivajo na postelji iz gramoza, ki je bila temeljito izenačena na ravno površino (težka izvedba v tej globini). Med potresom morajo piloni omogočiti bočno premikanje na morskem dnu in gramozna posteljica absorbira energijo. Deli mostu so povezani s piloni z uporabo dvigalk in blažilnikov ki absorbirajo gibanje; preveč toga povezava bi povzročila poškodbe mostu, še posebej v primeru potresa. Prav tako je pomembno, da most nima preveč bočnega manevrskega prostora, tako da ne poškoduje pilonov. Predvidena je postopna širitev ožine v življenjski dobi mostu.
Most je prejel nagrado Mednarodnega združenja za mostove in inženirske konstrukcije Outstanding Structure Award 2006. V letu 2011 je bil most prikazan na televiziji v epizodi Richarda Hammonda Engineering Connections.

## Težave s kabelskimi povezavami
Dne 28. januarja 2005, le šest mesecev po odprtju mostu, se je ena od kabelskih povezav mostu snela z vrha pilona M1 in strmoglavila na vozišče. Promet je bil takoj ustavljen. Prva preiskava je trdila, da je na vrhu pilona  M1 izbruhnil požar kot posledica udara strele v enega od kablov. Kabel je bil takoj obnovljen in most ponovno odprt.

## Monitoring
Strukturni sistem spremljanja stanja je bil uveljavljen že v času gradnje mostu.  Še vedno deluje in zagotavlja nadzor nad objektom. Sistem ima več kot 100 senzorjev, vključno z: :
- 3D merilci pospeška na voziščni konstrukciji, pilonih, zategah in na terenu (gibanje vetra in potresi)
- merilni lističi in merilne celice na kablih in njihovih ležiščih
- senzorji izrivanja na dilatacijah za merjenje raztezanja voziščne konstrukcije
- Senzorji nivoja vode na pilon podlag za odkrivanje infiltracijo
- Temperaturni senzorji v voziščni konstrukciji za odkrivanje zmrzali
- LVDT (induktivni) senzorji za kable za merjenje momentov
- Naprave za kalibracijo v primeru potresa
- Dve vremenski postaji za merjenje jakosti vetra, smeri, temperature zraka in relativne vlažnosti.

En poseben element sistema je sposobnost za odkrivanje in specifično obravnavanje potresnih dogodkov. 

## Galerija
- Most ponoči: uporabljena je različna barvna osvetlitev.
- Vzorec kabelskega pritrdišča v muzeju v Antirrionu.